# Keep Holding On
"Keep Holding On"은 에이브릴 라빈의 노래로, 영화 《에라곤》의 주제곡이다.